# Appilly
Appilly és un municipi francès, situat al departament de l'Oise i a la regió dels Alts de França. L'any 2007 tenia 504 habitants.

## Demografia

### Població
El 2007 la població de fet d'Appilly era de 504 persones. Hi havia 172 famílies de les quals 36 eren unipersonals (20 homes vivint sols i 16 dones vivint soles), 56 parelles sense fills, 72 parelles amb fills i 8 famílies monoparentals amb fills.
La població ha evolucionat segons el següent gràfic:
Habitants censats

### Habitatges
El 2007 hi havia 200 habitatges, 180 eren l'habitatge principal de la família, 13 eren segones residències i 7 estaven desocupats. 196 eren cases i 2 eren apartaments. Dels 180 habitatges principals, 153 estaven ocupats pels seus propietaris, 22 estaven llogats i ocupats pels llogaters i 5 estaven cedits a títol gratuït; 2 tenien una cambra, 5 en tenien dues, 24 en tenien tres, 50 en tenien quatre i 99 en tenien cinc o més. 124 habitatges disposaven pel capbaix d'una plaça de pàrquing. A 91 habitatges hi havia un automòbil i a 74 n'hi havia dos o més.

### Piràmide de població
La piràmide de població per edats i sexe el 2009 era:
| Homes | Edats   | Dones |
| ----- | ------- | ----- |
| 0     | 95 o +  | 0     |
| 0     | 90 a 94 | 0     |
| 4     | 85 a 89 | 0     |
| 0     | 80 a 84 | 4     |
| 4     | 75 a 79 | 12    |
| 4     | 70 a 74 | 8     |
| 16    | 65 a 69 | 8     |
| 12    | 60 a 64 | 8     |
| 12    | 55 a 59 | 8     |
| 16    | 50 a 54 | 12    |
| 16    | 45 a 49 | 20    |
| 40    | 40 a 44 | 12    |
| 16    | 35 a 39 | 12    |
| 28    | 30 a 34 | 28    |
| 4     | 25 a 29 | 16    |
| 16    | 20 a 24 | 8     |
| 28    | 15 a 19 | 20    |
| 44    | 10 a 14 | 24    |
| 32    | 5 a 9   | 16    |
| 24    | 0 a 4   | 20    |

## Economia
El 2007 la població en edat de treballar era de 333 persones, 231 eren actives i 102 eren inactives. De les 231 persones actives 197 estaven ocupades (118 homes i 79 dones) i 35 estaven aturades (21 homes i 14 dones). De les 102 persones inactives 26 estaven jubilades, 27 estaven estudiant i 49 estaven classificades com a «altres inactius».

### Ingressos
El 2009 a Appilly hi havia 172 unitats fiscals que integraven 461 persones, la mediana anual d'ingressos fiscals per persona era de 16.807 €.

### Activitats econòmiques
Dels 15 establiments que hi havia el 2007, 2 eren d'empreses extractives, 1 d'una empresa alimentària, 1 d'una empresa de fabricació d'altres productes industrials, 3 d'empreses de construcció, 1 d'una empresa de comerç i reparació d'automòbils, 1 d'una empresa de transport, 1 d'una empresa d'hostatgeria i restauració, 1 d'una empresa financera, 2 d'empreses de serveis, 1 d'una entitat de l'administració pública i 1 d'una empresa classificada com a «altres activitats de serveis».
Dels 2 establiments de servei als particulars que hi havia el 2009, 1 era una lampisteria i 1 electricista.
L'únic establiment comercial que hi havia el 2009 era una carnisseria.
L'any 2000 a Appilly hi havia 3 explotacions agrícoles que ocupaven un total de 372 hectàrees.

## Equipaments sanitaris i escolars
El 2009 hi havia una escola elemental integrada dins d'un grup escolar amb les comunes properes formant una escola dispersa.

## Poblacions més properes
El següent diagrama mostra les poblacions més properes.